# Małgorzata Dadzibug
Małgorzata Dadzibug (ur. w 1967 w Radzyniu Podlaskim) – polski karateka stylu Kyokushin. Żona Shihana Eugeniusza Dadzibuga 7 Dan Kyokushin Karate.

## Życiorys
Rodzice mieszkali i pracowali w Lublinie, gdzie spędziła dzieciństwo. Od najmłodszych lat zainteresowana była sztukami walki. Przystąpiła do sekcji Karate Kyokushinkai prowadzonej przez sensei Eugeniusza Dadzibuga. Od początku fascynowała się sztukami walki stylu Kyokushin Karate. Dzięki samozaparciu i sumiennym treningom robiła bardzo szybkie postępy. W 1989 r. zaczęła prowadzić zajęcia Karate z młodzieżą. W 1991 roku ukończyła szkolenie instruktorskie karate Kyokushin w Katowicach. W roku 1992 zdała specjalistyczny kurs Karate w Skawinie. W tym samym roku obroniła pracę magisterską na Akademii Wychowania Fizycznego w Gdańsku i rozpoczęła pracę w szkole jako nauczyciel wychowania fizycznego. Małgorzata Dadzibug złożyła egzamin na 1 Dan w 1995 roku (pierwszy stopień mistrzowski). W 1998 zdała egzamin na 2 Dan z pozytywnym wynikiem. Obecnie posiada 3 Dan – egzamin odbył się w Krakowie w 2010 r. Małgorzata Dadzibug jest członkiem Kadry Narodowej Karate Kyokushin.

## Osiągnięcia
- V miejsce w Mistrzostwach Świata Karate Kyokushin w Nowym Jorku.
- Finalistka Mistrzostw Europy - Bukareszt 1995 rok.
- Wicemistrzyni Europy w 2000 roku
- Mistrzyni Polski w Kyokushin - Kata – 1992, 1994, 1996, 2000, 2002
- Wicemistrzyni Polski w kumite – 1996, 1997
- Pięciokrotna Mistrzyni Śląska – 1996, 1998 kumite, 1997, 2000, 2002 kata.
- Odznaczona Nagrodą Miasta Sosnowca przez Prezydenta i Radę Miejską za wyniki sportowe w 2000 roku.

## Życie prywatne
Małgorzata Dadzibug od 1989 roku jest żoną Eugeniusza Dadzibuga. Razem prowadzą zajęcia w Sosnowieckim Klubie Kyokushin. Mają trzy córki Julię, Laurę i Florentynę.